# Embriología del ojo
El ojo humano se forma por la fusión de varias estructuras que proceden de tejidos embrionarios distintos. La retina es un derivado del prosencéfalo (cerebro anterior) y por tanto forma parte del sistema nervioso central, mientras que la córnea y el cristalino proceden del ectodermo superficial.
Los primeros signos del futuro ojo se observan de forma muy temprana en el embrión, pues son visibles a finales de la tercera semana o principios de la cuarta, aproximadamente en el día 22. La retina se forma a partir de dos vesículas ópticas que nacen directamente de la porción anterior del cerebro primitivo, llamada prosencéfalo, al que están conectadas mediante los tallos ópticos. Estas dos vesículas se van aproximando poco a poco a la superficie y sufren una invaginación en la parte anterior, pasando de ser esféricas a tener forma de copa, dando origen al cáliz óptico que tiene doble pared por el plegamiento sufrido. La pared interna (que recubre el interior del cáliz óptico), dará lugar a la retina, mientras que la pared externa formará la lámina de células epiteliales ricas en melanina.
El ectodermo superficial que entra en contacto con la parte anterior del cáliz óptico sufre un espesamiento, formando la placa cristalina, que se invagina y da origen a la vesícula cristalina, la cual es el germen del futuro cristalino. A partir de la quinta semana del desarrollo, la vesícula cristalina pierde contacto con el ectodermo superficial y se dispone cubriendo el orificio del cáliz óptico. Cuando la vesícula cristalina se separa, esta misma zona del ectodermo se espesa de nuevo, para formar la córnea.
El mesénquima que rodea las copas ópticas comienza a formar hendiduras que contienen vasos sanguíneos a lo largo de la superficie inferior de cada copa y en el tallo óptico. Estas hendiduras, llamadas fisuras coroides, permiten a la arteria hialoidea alcanzar la cámara interna del ojo. Esta arteria y sus ramas irrigan la cámara interna de la copa óptica, la vesícula cristalina y el mesénquima interno. La vena hialoidea hace el retorno sanguíneo a partir de estas estructuras. Hacia el final de la semana 7, los extremos de las fisuras coroides se fusionan y se forma una apertura redonda, la futura pupila, sobre la vesícula cristalina.
La pared externa de la copa óptica forma una capa simple de células pigmentadas, y la pigmentación comienza al final de la semana quinta. La pared interna sigue un proceso de diferenciación complejo que da lugar a las nueve capas de la retina neural. Los fotorreceptores (conos y bastones), así como las células bipolares, amacrinas y ganglionares, y las fibras nerviosas están presentes a partir del séptimo mes. La depresión macular (la fóvea) empieza a formarse durante el octavo mes y no termina de formarse hasta aproximadamente 6 meses después del nacimiento (razón por la cual la visión al nacer es incompleta).
A partir del tercer mes, el crecimiento del cáliz óptico origina el cuerpo ciliar y el futuro iris, que forma una fila doble de epitelio frente al cristalino. El mesodermo situado externamente forma el tejido conjuntivo del cuerpo ciliar y del iris. Los músculos dilatador y esfínter de la pupila se desarrollan durante el sexto mes, como derivados del neuroectodermo de la pared externa del cáliz óptico. El antiguo tallo óptico desaparece y su lugar es ocupado por el nervio óptico que une el ojo al cerebro. La parte distal de la arteria y vena hialoidea desaparecen también, aunque persiste su recuerdo en el conducto hialoideo Sin embargo, la parte proximal de los vasos hialoideos permanecen como la arteria y la vena centrales de la retina.
El ojo, por tanto, es un órgano complejo, formado por estructuras que tienen orígenes embriológicos diferentes que se unen para formar el globo ocular.
| Origen                | Derivado |
| --------------------- | --- |
| Ectodermo superficial | - Cristalino - Epitelio de la córnea, conjuntiva y la glándula lacrimal con su sistema de drenaje |
| Neuroectodermo        | - Humor vítreo (en parte, también del mesodermo) - Epitelio de la retina, iris y cuerpo ciliar - Músculos esfínter y dilatador de la pupila - Nervio óptico                                                                           |
| Mesodermo             | - Esclerótica - Tejido conjuntivo de la córnea, cuerpo ciliar, iris y coroides - Músculos extraoculares - Sistema hialoide (la mayor parte degenera antes de nacer) - Cubiertas del nervio óptico - Tejido conjuntivo y vasos del ojo |

## Procesos involucrados
Inducción y competencia
Este proceso se basa en la relación que existe entre tejidos que inducen (tejidos inductores) y tejidos que son competentes para responder ante dicha inducción (tejidos respondedores). En el caso del desarrollo de los ojos, la vesícula óptica, la cual se extiende desde el diencéfalo, es uno de los principales tejidos inductores,  promoviendo que el ectodermo cefálico empiece a formar la placoda del cristalino en aquellas zonas donde ambos se encuentran. Dicha placoda se invaginará posteriormente para formar el cristalino. No obstante, no todos los tejidos son competentes ante un inductor, por ejemplo si la vesícula óptica es trasplantada a una región cerca al ectodermo del tronco, este no será competente ante dicho inductor y no se llevará a cabo la formación del ojo en esa región. En la figura 1 se puede ver ilustrado este proceso (Gilbert, 2005).

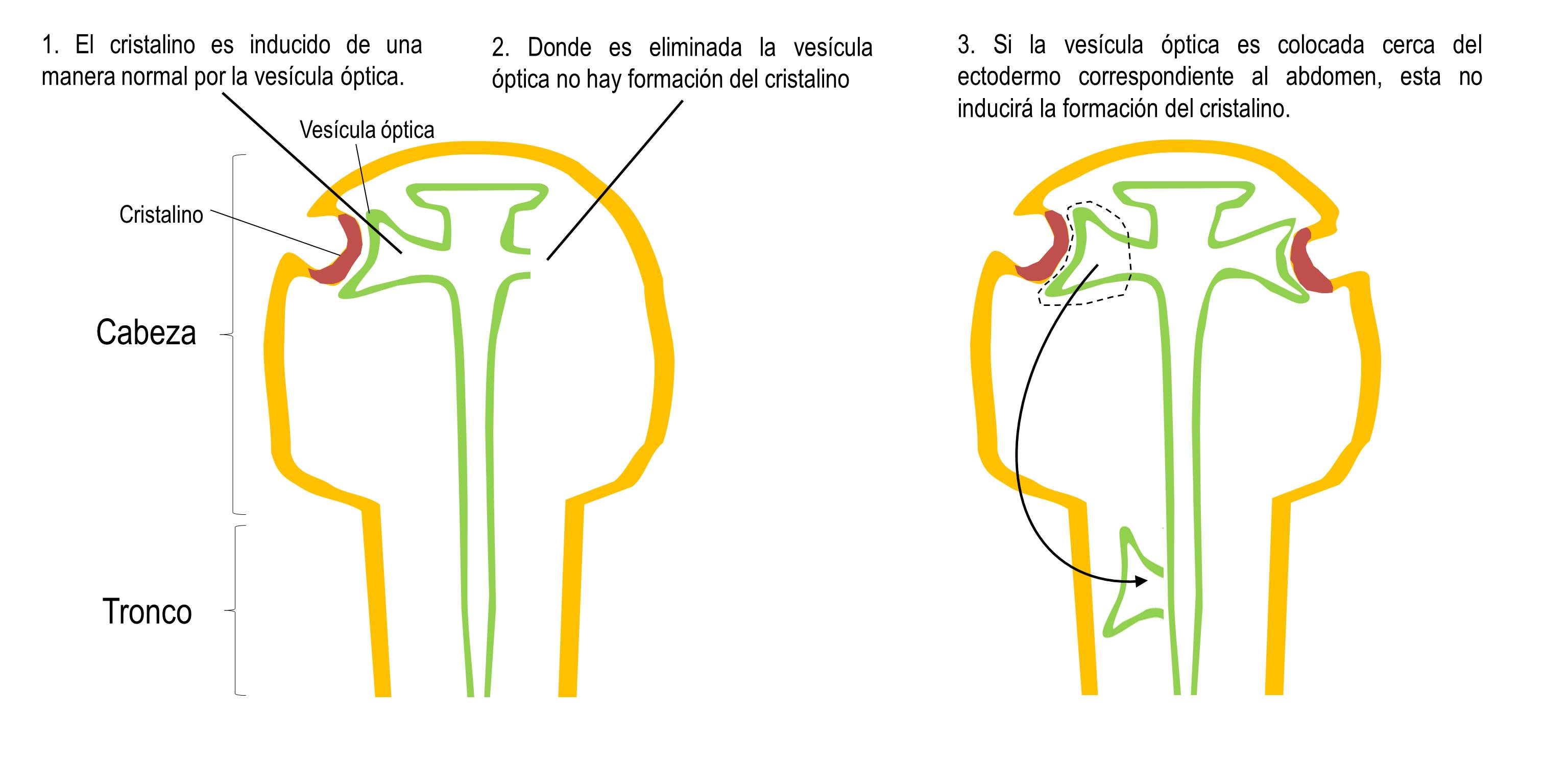
Figura 1.

Antes de que el ectodermo cefálico prospectivo llegue a estar en contacto con la vesícula óptica, este ha tenido contacto previo con el endodermo faríngeo y el mesodermo formador de corazón en los estadios de gástrula media y néurula temprana respectivamente. Estos al igual que la vesícula óptica inducen al ectodermo a la formación del cristalino. Dado lo anterior, se supone que no hay un único inductor del cristalino, sino que ocurre una serie de eventos donde el paso final lo marca la vesícula óptica. En la siguiente imagen se puede ver que en la néurula temprana hay expresión de factores como Otx2 y Pax6 (Cvekl & Piatigorsky, 1996), lo que indica que hay más de un factor de transcripción involucrado en la respuesta por parte del ectodermo superficial. La combinación final de Pax6, Sox2, Sox3 y L-Maf determina que el cristalino se forme finalmente (Gilbert, 2005).
Cascadas de inducción

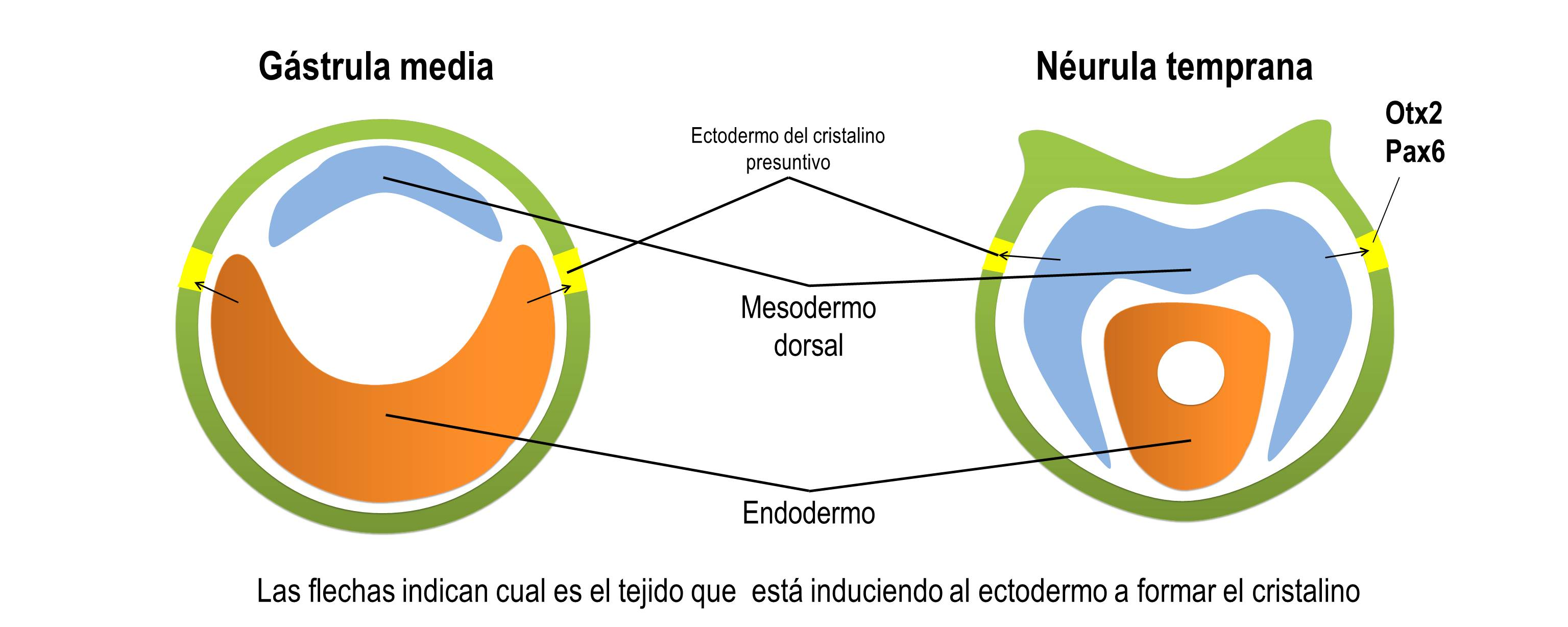
Figura 2.

Una vez diferenciada la placoda del cristalino a través de la inducción final por parte de la vesícula óptica, este empieza a funcionar como inductor y en este caso es la vesícula óptica la que será inducida. Los factores secretados por la placoda del cristalino inducen a que la vesícula óptica produzca la cúpula óptica, la cual se diferenciará en dos capas, la retina pigmentaria y la retina neural. La primera estará compuesta por células capaces de producir el pigmento melanina y la segunda está constituida por glía, células ganglionares, neuronas fotoreceptoras sensibles a la luz y al color (bastones y conos) e interneuronas, donde las células ganglionares son las responsables de enviar pulsos eléctricos al cerebro a través de axones que extienden desde la base del ojo hacia el pedículo óptico, más conocido como nervio óptico.(Gilbert, 2005)
La retina neural funciona como inductor para que la vesícula del cristalino, la cual induce al ectodermo prospectivo de la córnea a diferenciarse en la córnea, se termine de diferenciar en el cristalino. A este tipo de interacciones se les conoce como inducciones recíprocas.

## Genes involucrados
Pax 6
La competencia del tejido ectodérmico ante la inducción de la vesícula óptica no es un proceso pasivo, ya que se ha demostrado que es necesaria la presencia de la proteína Pax6 (Gehring et al, 1999) para que el tejido ectodérmico responda formando el tejido del cristalino. En este caso a Pax6 se le denomina un factor competente, el cual se expresa únicamente en la región del ectodermo superficial que va a dar paso a la formación del ojo.
Gracias a este factor de transcripción se forman dos ojos en vez de uno solo, pues este gen está involucrado en la separación del campo ocular. Se ha demostrado que una mutación en el gen llevará a que el campo ocular no se separe y el individuo presente un síntoma conocido como ciclopía. Se ha propuesto que está involucrado en suprimir la expresión de Pax6 en el centro del embrión, dividiendo así el campo ocular en dos (Chiang et al, 1996)

## Factores físicos involucrados
Presión del líquido intraocular
Durante la diferenciación del cristalino y la córnea, el líquido intraocular juega un papel muy importante ya que genera la presión necesaria para que la córnea adquiera la curvatura correcta para que la luz se concentre sobre la retina (Gilbert, 2005).